# 7387 Malbil
Malbil (asteróide 7387) é um asteróide da cintura principal, a 2,0733847 UA. Possui uma excentricidade de 0,1537163 e um período orbital de 1 400,67 dias (3,84 anos).
Malbil tem uma velocidade orbital média de 19,02877256 km/s e uma inclinação de 7,05878º.
Este asteróide foi descoberto em 30 de Janeiro de 1982 por Edward Bowell.